# 카자흐스탄 사회주의 운동
카자흐스탄 사회주의 운동(카자흐어: Қазақстанның Социалистік Қозғалысы)은 2006년에 설립된 카자흐스탄의 공산당이다. 노동자와 청년들로 구성된 이 정당은 2022년 카자흐스탄 시위에 참가했다.

## 사상
카자흐스탄 사회주의 운동은 트로츠키주의 정당이었으나, 2016년부터 마르크스-레닌주의 정당이 되어 현재는 정통 공산주의 노선을 고수하고 있으며, 무산자 정부 수립, 사회적 평등, 계획 경제 시행 등 소련식 사회주의 담론을 따르고 있다. 